# Copa Libertadores 2012
Ročník 2012 Poháru osvoboditelů (španělsky Copa Libertadores) byl 53. ročníkem klubové soutěže pro nejlepší jihoamerické fotbalové týmy. Vítězem se stal tým SC Corinthians Paulista, který tak postoupil na Mistrovství světa ve fotbale klubů 2012.

## Účastníci
Účastnilo se 5 týmů z Argentiny a 5 z Brazílie. Dále brazilský Santos FC, obhájce titulu. Z ostatních členských zemí CONMEBOL se účastnily 3 týmy. Byly také pozvány 3 týmy z Mexika, které je členem CONCACAF. Nejhůře umístěné týmy jednotlivých zemí se účastnily předkola (ze země obhájce titulu se předkola účastnily dva týmy).

## Předkolo
Úvodní zápasy byly hrány v termínu od 24. ledna, odvety nejpozději 2. února 2012.
| Domácí v 1. zápase | Celkem | Hosté v 1. zápase | 1. zápas | 2. zápas |
| ------------------ | ------ | ----------------- | -------- | -------- |
| Arsenal FC         | 4:1    | Sport Huancayo    | 3:0      | 1:1      |
| Club Real Potosí   | 2:3    | CR Flamengo       | 2:1      | 0:2      |
| CA Peñarol         | 5:1    | FC Caracas        | 4:0      | 1:1      |
| CD El Nacional     | 2:4    | Club Libertad     | 1:0      | 1:4      |
| Internacional      | 3:2    | Once Caldas       | 1:0      | 2:2      |
| Unión Española     | 3:2    | UANL Tigres       | 1:0      | 2:2      |

## Základní skupiny
Skupinová fáze se hrála od 7. února do 19. dubna 2012.
|  | Tým postoupil do osmifinále. |

### Skupina 1
| Tým                | Z | V | R | P | VG | IG | +/- | B  |
| ------------------ | - | - | - | - | -- | -- | --- | -- |
| Santos             | 6 | 4 | 1 | 1 | 12 | 5  | +7  | 13 |
| Internacional      | 6 | 2 | 2 | 2 | 10 | 6  | +4  | 8  |
| Club The Strongest | 6 | 2 | 1 | 3 | 5  | 11 | −6  | 7  |
| Juan Aurich        | 6 | 2 | 0 | 4 | 4  | 9  | −5  | 6  |

|                    | INT | AUR | SAN | STR |
| ------------------ | --- | --- | --- | --- |
| Internacional      | —   | 2:0 | 1:1 | 5:0 |
| Juan Aurich        | 1:0 | —   | 1:3 | 1:0 |
| Santos             | 3:1 | 2:0 | —   | 2:0 |
| Club The Strongest | 1:1 | 2:1 | 2:1 | —   |

### Skupina 2
| Tým      | Z | V | R | P | VG | IG | +/- | B  |
| -------- | - | - | - | - | -- | -- | --- | -- |
| Lanús    | 6 | 3 | 1 | 2 | 11 | 6  | +5  | 10 |
| Emelec   | 6 | 3 | 0 | 3 | 7  | 8  | −1  | 9  |
| Flamengo | 6 | 2 | 2 | 2 | 12 | 10 | +2  | 8  |
| Olimpia  | 6 | 2 | 1 | 3 | 10 | 16 | −6  | 7  |

|          | EME | FLA | LAN | OLI |
| -------- | --- | --- | --- | --- |
| Emelec   | —   | 3:2 | 0:2 | 1:0 |
| Flamengo | 1:0 | —   | 3:0 | 3:3 |
| Lanús    | 1:0 | 1:1 | —   | 6:0 |
| Olimpia  | 2:3 | 3:2 | 2:1 | —   |

### Skupina 3
| Tým                  | Z | V | R | P | VG | IG | +/- | B  |
| -------------------- | - | - | - | - | -- | -- | --- | -- |
| Unión Española       | 6 | 3 | 1 | 2 | 10 | 7  | +3  | 10 |
| Bolívar              | 6 | 3 | 1 | 2 | 9  | 7  | +2  | 10 |
| Junior               | 6 | 2 | 1 | 3 | 8  | 8  | 0   | 7  |
| Universidad Católica | 6 | 1 | 3 | 2 | 6  | 11 | −5  | 6  |

|                      | BOL | JUN | UE  | UC  |
| -------------------- | --- | --- | --- | --- |
| Bolívar              | —   | 2:1 | 1:3 | 3:0 |
| Junior               | 0:1 | —   | 2:1 | 3:0 |
| Unión Española       | 2:1 | 2:0 | —   | 1:1 |
| Universidad Católica | 1:1 | 2:2 | 2:1 | —   |

### Skupina 4
| Tým             | Z | V | R | P | VG | IG | +/- | B  |
| --------------- | - | - | - | - | -- | -- | --- | -- |
| Fluminense      | 6 | 5 | 0 | 1 | 7  | 4  | +3  | 15 |
| CA Boca Juniors | 6 | 4 | 1 | 1 | 9  | 3  | +6  | 13 |
| Arsenal         | 6 | 2 | 0 | 4 | 6  | 7  | −1  | 6  |
| Zamora          | 6 | 0 | 1 | 5 | 0  | 8  | −8  | 1  |

|                 | ARS | BOC | FLU | ZAM |
| --------------- | --- | --- | --- | --- |
| Arsenal         | —   | 1:2 | 1:2 | 3:0 |
| CA Boca Juniors | 2:0 | -   | 1:2 | 2:0 |
| Fluminense      | 1:0 | 0:2 | —   | 1:0 |
| Zamora          | 0:1 | 0:0 | 0:1 | —   |

### Skupina 5
| Tým           | Z | V | R | P | VG | IG | +/- | B  |
| ------------- | - | - | - | - | -- | -- | --- | -- |
| Libertad      | 6 | 4 | 1 | 1 | 11 | 7  | +4  | 13 |
| Vasco da Gama | 6 | 4 | 1 | 1 | 10 | 6  | +4  | 13 |
| Nacional      | 6 | 2 | 0 | 4 | 5  | 7  | −2  | 6  |
| Alianza Lima  | 6 | 1 | 0 | 5 | 6  | 12 | −6  | 3  |

|               | ALI | LIB | NAC | VAS |
| ------------- | --- | --- | --- | --- |
| Alianza Lima  | —   | 1:2 | 1:0 | 1:2 |
| Libertad      | 4:1 | —   | 2:1 | 1:1 |
| Nacional      | 1:0 | 1:2 | —   | 0:1 |
| Vasco da Gama | 3:2 | 2:0 | 1:2 | —   |

### Skupina 6
| Tým               | Z | V | R | P | VG | IG | +/- | B  |
| ----------------- | - | - | - | - | -- | -- | --- | -- |
| Corinthians       | 6 | 4 | 2 | 0 | 13 | 2  | +11 | 14 |
| Cruz Azul         | 6 | 3 | 2 | 1 | 11 | 4  | +7  | 11 |
| Nacional          | 6 | 1 | 1 | 4 | 6  | 13 | −7  | 4  |
| Deportivo Táchira | 6 | 0 | 3 | 3 | 4  | 15 | −11 | 3  |

|                   | COR | CAZ | TAC | NAC |
| ----------------- | --- | --- | --- | --- |
| Corinthians       | —   | 1:0 | 6:0 | 2:0 |
| Cruz Azul         | 0:0 | —   | 4:0 | 4:1 |
| Deportivo Táchira | 1:1 | 1:1 | —   | 0:0 |
| Nacional          | 1:3 | 1:2 | 3:2 | —   |

### Skupina 7
| Tým               | Z | V | R | P | VG | IG | +/- | B  |
| ----------------- | - | - | - | - | -- | -- | --- | -- |
| Vélez Sársfield   | 6 | 4 | 0 | 2 | 10 | 6  | +4  | 12 |
| Deportivo Quito   | 6 | 3 | 1 | 2 | 11 | 4  | +7  | 10 |
| Defensor Sporting | 6 | 3 | 0 | 3 | 6  | 7  | −1  | 9  |
| CD Guadalajara    | 6 | 1 | 1 | 4 | 2  | 12 | −10 | 4  |

|                   | DEF | QUI | GDL | VEL |
| ----------------- | --- | --- | --- | --- |
| Defensor Sporting | —   | 2:0 | 1:0 | 0:3 |
| Deportivo Quito   | 2:0 | —   | 5:0 | 3:0 |
| CD Guadalajara    | 1:0 | 1:1 | —   | 0:2 |
| Vélez Sársfield   | 1:3 | 1:0 | 3:0 | —   |

### Skupina 8
| Tým                  | Z | V | R | P | VG | IG | +/- | B  |
| -------------------- | - | - | - | - | -- | -- | --- | -- |
| Universidad de Chile | 6 | 4 | 1 | 1 | 11 | 6  | +5  | 13 |
| Atlético Nacional    | 6 | 3 | 2 | 1 | 16 | 8  | +8  | 11 |
| Godoy Cruz           | 6 | 1 | 2 | 3 | 10 | 16 | −6  | 5  |
| Peñarol              | 6 | 1 | 1 | 4 | 6  | 13 | −7  | 4  |

|                      | ATN | GOD | PEÑ | UCH |
| -------------------- | --- | --- | --- | --- |
| Atlético Nacional    | —   | 2:2 | 3:0 | 2:0 |
| Godoy Cruz           | 4:4 | —   | 1:0 | 0:1 |
| Peñarol              | 0:4 | 4:2 | —   | 1:1 |
| Universidad de Chile | 2:1 | 5:1 | 2:1 | —   |

## Vyřazovací část
Vyřazovací část se hrála systémem doma-venku. V případě rovnosti skóre sečteného z obou zápasů rozhodovalo pravidlo venkovních gólů, které však nerozhodovalo ve finále. V případě, že pravidlo venkovních gólů nerozhodlo, přišel na řadu okamžitě penaltový rozstřel (nehrálo se prodloužení). Prodloužení by bylo užito pouze ve finále.
Postupující do vyřazovací části byli seřazeni do žebříčku (pozice 1. - 8. zaujaly 1. týmy z každé základní skupiny, pozice 9. - 16. zaujaly 2. týmy z každé základní skupiny). V osmifinále se utkal tým nasazený 1. s týmem 16., 2. tým s 15., atd.

### Kvalifikované týmy
| # | Tým                  | B  | +/- | VG | VG venku |
| - | -------------------- | -- | --- | -- | -------- |
| 1 | Fluminense           | 15 | +3  | 7  | 5        |
| 2 | Corinthians          | 14 | +11 | 13 | 4        |
| 3 | Santos               | 13 | +7  | 12 | 5        |
| 4 | Universidad de Chile | 13 | +5  | 11 | 2        |
| 5 | Libertad             | 13 | +4  | 11 | 4        |
| 6 | Vélez Sársfield      | 12 | +4  | 10 | 5        |
| 7 | Lanús                | 10 | +5  | 11 | 3        |
| 8 | Unión Española       | 10 | +3  | 10 | 5        |

| #  | Tým               | B  | +/- | VG | VG venku |
| -- | ----------------- | -- | --- | -- | -------- |
| 9  | CA Boca Juniors   | 13 | +6  | 9  | 4        |
| 10 | Vasco da Gama     | 13 | +4  | 10 | 4        |
| 11 | Atlético Nacional | 11 | +8  | 16 | 9        |
| 12 | Cruz Azul         | 11 | +7  | 11 | 3        |
| 13 | Deportivo Quito   | 10 | +7  | 11 | 1        |
| 14 | Bolívar           | 10 | +2  | 9  | 3        |
| 15 | Emelec            | 9  | −1  | 7  | 3        |
| 16 | Internacional     | 8  | +4  | 10 | 2        |

### Osmifinále
Úvodní zápasy 2. května, odvety 9. května 2012.
| Domácí v 1. zápase | Celkem         | Hosté v 1. zápase    | 1. zápas | 2. zápas |
| ------------------ | -------------- | -------------------- | -------- | -------- |
| Internacional      | 1:2            | Fluminense           | 0:0      | 1:2      |
| Emelec             | 0:3            | Corinthians          | 0:0      | 0:3      |
| Bolívar            | 2:9            | Santos               | 2:1      | 0:8      |
| Deportivo Quito    | 4:7            | Universidad de Chile | 4:1      | 0:6      |
| Cruz Azul          | 1:3            | Libertad             | 1:1      | 0:2      |
| Atlético Nacional  | 1:2            | Vélez Sársfield      | 0:1      | 1:1      |
| Vasco da Gama      | 3:3 (5:4 pen.) | Lanús                | 2:1      | 1:2      |
| CA Boca Juniors    | 5:3            | Unión Española       | 2:1      | 3:2      |

### Čtvrtfinále
Úvodní zápasy 16. a 17., odvety 23. a 24. května 2012.
| Domácí v 1. zápase | Celkem         | Hosté v 1. zápase    | 1. zápas | 2. zápas |
| ------------------ | -------------- | -------------------- | -------- | -------- |
| CA Boca Juniors    | 2:1            | Fluminense           | 1:0      | 1:1      |
| Vasco da Gama      | 0:1            | Corinthians          | 0:0      | 0:1      |
| Vélez Sársfield    | 1:1 (2:4 pen.) | Santos FC            | 1:0      | 0:1      |
| Libertad           | 2:2 (3:5 pen.) | Universidad de Chile | 1:1      | 1:1      |

### Semifinále
Úvodní zápasy 13. a 14., odvety 20. a 21. června 2012.
| Domácí v 1. zápase | Celkem | Hosté v 1. zápase    | 1. zápas | 2. zápas |
| ------------------ | ------ | -------------------- | -------- | -------- |
| Santos FC          | 1:2    | Corinthians          | 0:1      | 1:1      |
| CA Boca Juniors    | 2:0    | Universidad de Chile | 2:0      | 0:0      |

### Finále
| 27. června 2012 21:50 UTC−3 |        |               |                                                    |
| CA Boca Juniors             | 1:1    | Corinthians   | La Bombonera, Buenos Aires rozhodčí: Enrique Osses |
| Roncaglia 72'               | Report | Romarinho 84' | La Bombonera, Buenos Aires rozhodčí: Enrique Osses |

| 4. července 2012 21:50 UTC−3 |                          |                 |                                                                                           |
| Corinthians                  | 2:0                      | CA Boca Juniors | Estádio Municipal Paulo Machado de Carvalho (Pacaembu), São Paulo rozhodčí: Wilmar Roldán |
| Emerson 53', 72'             | Report[nedostupný zdroj] |                 | Estádio Municipal Paulo Machado de Carvalho (Pacaembu), São Paulo rozhodčí: Wilmar Roldán |

SC Corinthians Paulista zvítězil celkovým skóre 3:1.